# Makryna Mieczysławska

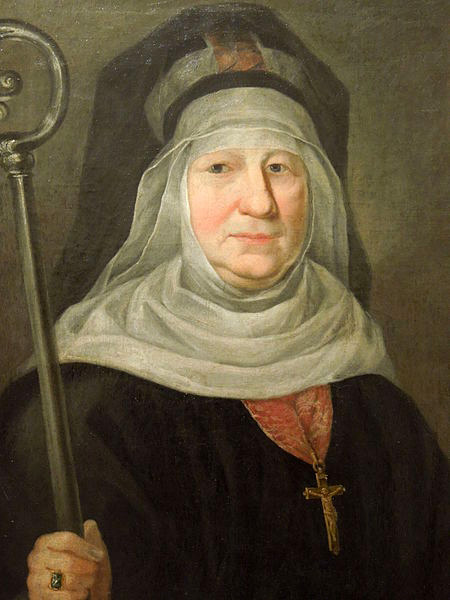
Makryna Mieczysławska

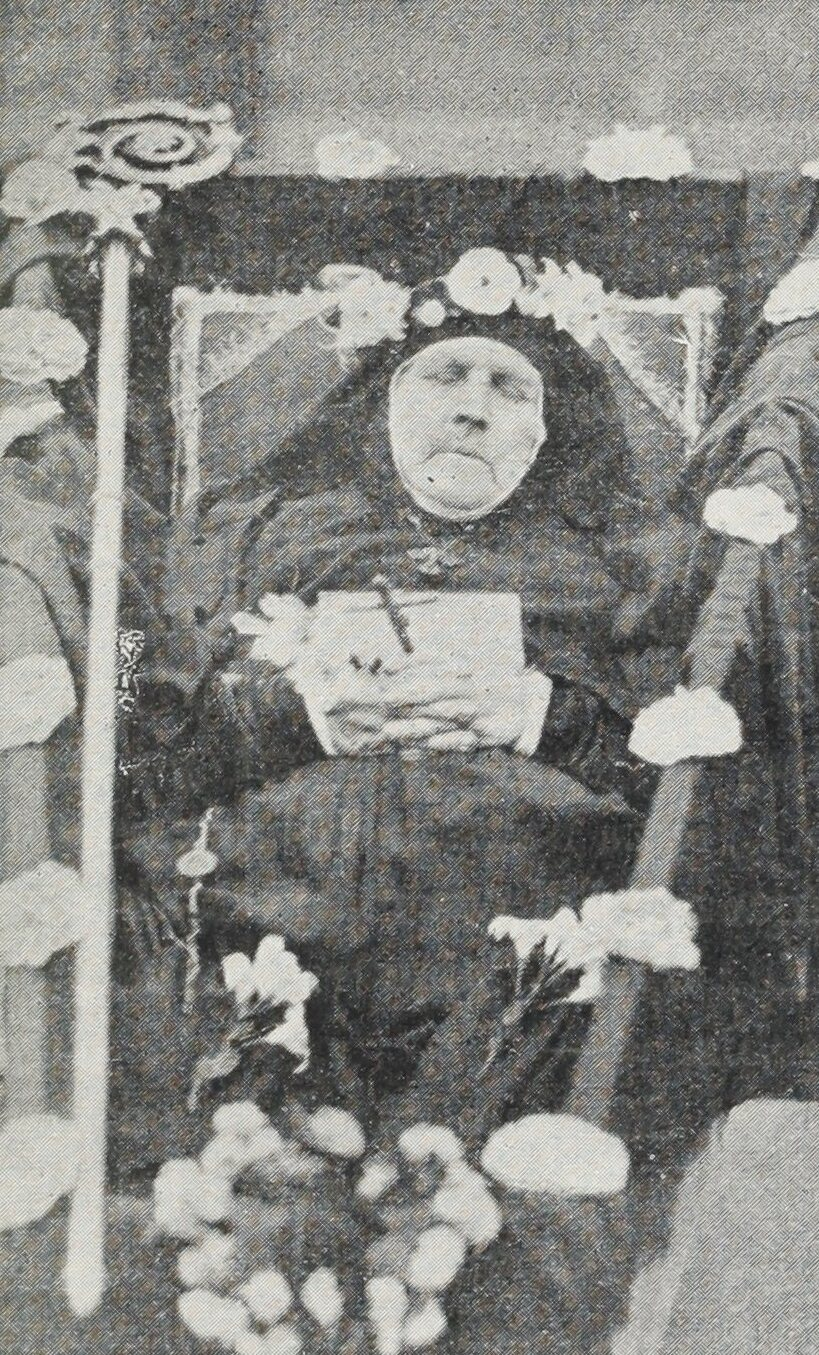
Zdjęcie pośmiertne

Makryna Mieczysławska, właśc. Irena Wińczowa (zm. 11 lutego 1869 w Rzymie) – fałszywa zakonnica katolicka.
W 1845 roku przybyła do Paryża, gdzie podała się za przełożoną klasztoru bazylianek w Mińsku, zlikwidowanego na rozkaz prawosławnego biskupa Józefa (Siemaszki). Twierdziła, że razem z innymi zakonnicami została przez niego poddana torturom, zmuszana do ciężkich pracy, zesłana na Syberię, odmówiła jednak przejścia na prawosławie i zdołała zbiec do Poznania.
Sprawa Mieczysławskiej została szeroko nagłośniona przez polską prasę emigracyjną oraz pisma francuskie. Domniemana bazylianka przedstawiła swoją historię również na audiencji u papieża Grzegorza XVI. Osiadła w Rzymie, gdzie cieszyła się ogromną popularnością i szacunkiem wśród polskich emigrantów. W 1849 roku została przełożoną utworzonego specjalnie dla niej klasztoru w Rzymie. Rosyjska dyplomacja dwukrotnie wydawała noty zawierające sprostowanie faktów podawanych przez kobietę i dowodzące, że jej historia była całkowicie zmyślona. Zarówno jednak polska emigracja, jak i zachodnioeuropejska opinia publiczna dawały wiarę Mieczysławskiej. Bohaterką poematu uczynił ją Juliusz Słowacki, a jej historię, jako przykład prześladowania unitów w Imperium Rosyjskim, podawali do lat 20. XX wieku wszyscy polscy autorzy piszący o historii unii brzeskiej. Pierwszym badaczem, który w oparciu o dokumenty dowiódł fałszywości historii Mieczysławskiej, był ks. Jan Urban, autor wydanego w 1923 roku opracowania Makryna Mieczysławska w świetle prawdy.

## Życiorys
Makryna Mieczysławska w rzeczywistości nazywała się Wińczowa i według świadectwa przełożonej klasztoru benedyktynek w Wilnie w 1913, m. Grekowicz, miała pochodzenie żydowskie. Pracowała jako kucharka w klasztorze bernardynek w Wilnie. Tam zetknęła się z bazyliankami ze zlikwidowanego w 1834 klasztoru w Mińsku i dowiedziała się o próbach zmuszenia ich do przejścia na prawosławie. Również według świadectwa Juliana Syrunowicza, kustosza klasztoru bernardyńskiego w Wilnie, spisanego przez Edwarda Liwskiego, nie była mniszką, lecz zatrudnioną w klasztorze świecką szafarką, która zaczęła fałszywie podawać się za prześladowaną bazyliankę. Początkowo czyniła to na Litwie, goszcząc w polskich domach i opowiadając o doznanych prześladowaniach. W nieznanych okolicznościach wyjechała za granicę i dotarła do Prus.

### Pobyt w Paryżu, audiencja u Grzegorza XVI i nagłośnienie rzekomego męczeństwa
10 września 1845 Makryna Mieczysławska pojawiła się w Paryżu z listami polecającymi od gen. Dezyderego Chłapowskiego, arcybiskupa poznańsko-gnieźnieńskiego Leona Przyłuskiego oraz Jana Koźmiana (redaktora ultramontańskiego „Przeglądu Poznańskiego”). W listach przedstawiono ją jako ofiarę rosyjskich prześladowań katolików, a arcybiskup Przyłuski prosił ks. Aleksandra Jełowickiego o uzyskanie dla niej audiencji u papieża. W Paryżu kobieta przedstawiała się początkowo jako matka Irena Makryna Mieczysławska, następnie przestała wymieniać pierwsze imię. Emigrantką zaopiekowali się księża zmartwychwstańcy, jej kierownikiem duchowym był przez pewien czas ks. Hipolit Terlecki.

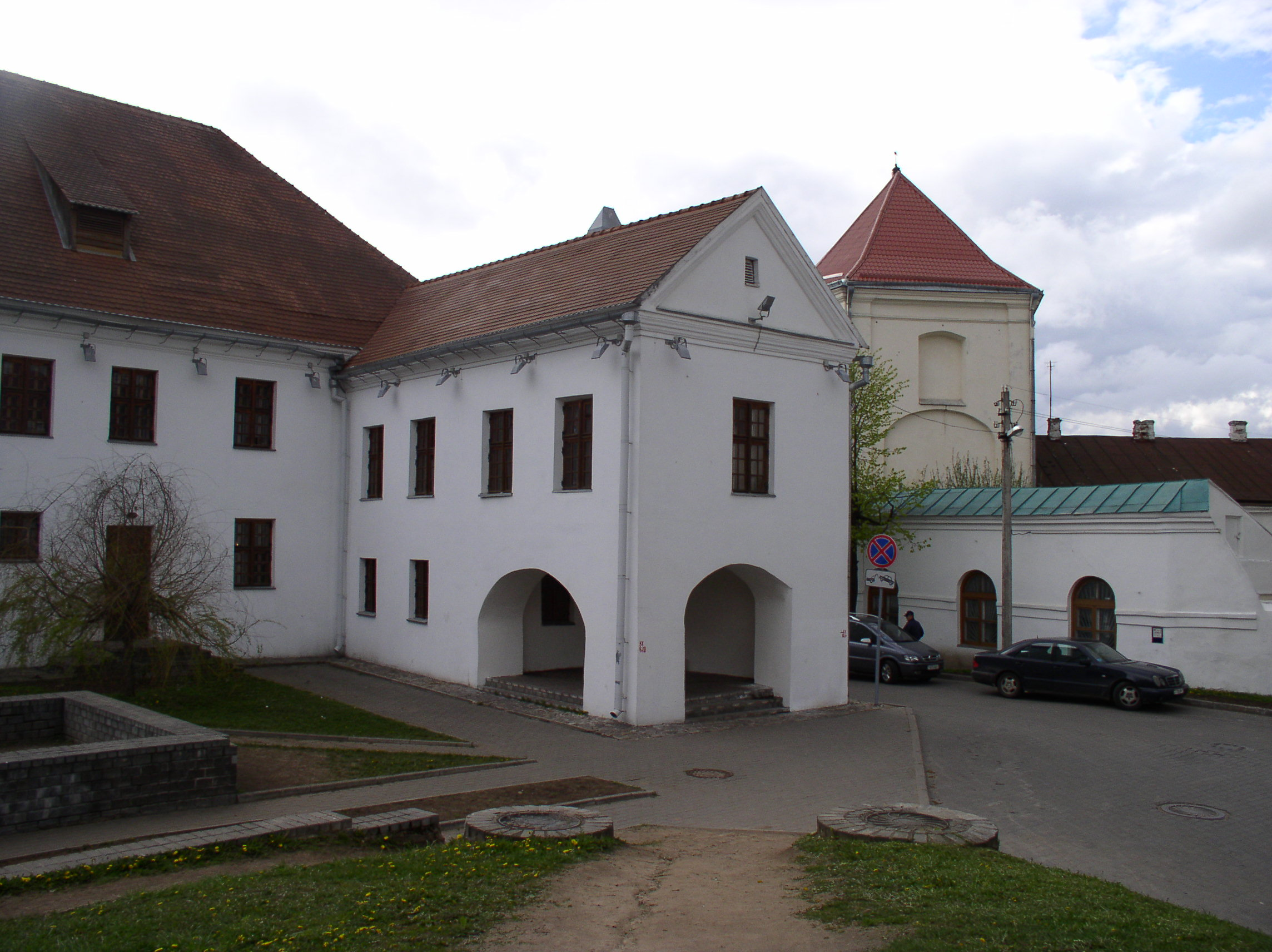
Miński klasztor bazylianek. Makryna Mieczysławska przedstawiała się jako jego ostatnia przełożona

Historię Makryny Mieczysławskiej przedstawił jako pierwszy w piśmie „Trzeci Maj” książę Adam Czartoryski. W opublikowanym przez niego artykule stwierdzono, że mniszka stała na czele żeńskiego klasztoru „sióstr miłosierdzia” w pobliżu Kowna, zajmującego się opieką nad ubogimi, wdowami i sierotami, jak również prowadzeniem szkoły dla polskich dziewcząt. Działalność ta nie spodobała się prawosławnemu biskupowi wileńskiemu i litewskiemu Józefowi, głównemu organizatorowi likwidacji Kościoła unickiego w Imperium Rosyjskim (poza Królestwem Kongresowym, gdzie nadal istniała diecezja chełmska). Ponieważ mniszki odmawiały konwersji na prawosławie, zostały uwięzione w żeńskim klasztorze prawosławnym kilkadziesiąt mil od Witebska. Tam zmuszano je do ciężkiej pracy, zakuto w kajdany i regularnie poddawano chłoście, jednak kobiety nadal odmawiały odstąpienia od katolicyzmu. Wówczas biskup Józef zmusił je do pracy przy budowie swojej rezydencji przy monasterze; większość, wyniszczona ciężką pracą, zmarła. Jedynie Makrynie i trzem innym mniszkom udało się uciec, gdy w dniu święta wszyscy mieszkańcy prawosławnego klasztoru upili się. 20 września 1845 „L’Ami de la religion” pierwszy raz nazwał Makrynę Mieczysławską bazylianką z klasztoru w Mińsku. Dalsze szczegóły domniemanego męczeństwa mniszki podał „Dziennik Narodowy” 27 września 1845, a tydzień po nim także „Demokrata Polski”. Pismo to podało, że była ona przełożoną 34-osobowej wspólnoty bazyliańskiej z Mińska, która została zlikwidowana na rozkaz biskupa Józefa (Siemaszki). Mniszki wywieziono do prawosławnego klasztoru zajmowanego przez wdowy po rosyjskich żołnierzach, gdzie zostały zakute w kajdany i były zmuszane do upokarzających prac. Następnie zmuszono je do pracy przy budowie pałacu biskupiego w Połocku, gdzie kilka zginęło w wypadkach. Były regularnie chłostane, w czym osobisty udział brał Józef (Siemaszko), ze szczególnym upodobaniem dręczący właśnie przełożoną, rosyjscy żołnierze na rozkaz biskupa gwałcili je i okaleczali. Ostatnią grupę zakonnic, które przetrwały tortury, zesłano do Tobolska. To stamtąd, korzystając z pijaństwa miejscowego biskupa i jego służby, według tej relacji miała zbiec Makryna Mieczysławska. Kolejne relacje o prześladowanych bazyliankach dodawały kolejne szczegóły tej historii (imiona pozostałych mniszek, wzmianki o cudach, do jakich doszło za pośrednictwem ich modlitw) i zawierały pewne niekonsekwencje (różnie podawano liczbę zakonnicy czy lokalizację pałacu, przy budowie którego pracowały).
Historia Makryny Mieczysławskiej wywarła duże wrażenie na polskiej społeczności emigrantów w Paryżu. Stała się również znana wśród Francuzów, dyskutowano o niej w klubach i na ulicach. O rzekomej męczennicy pisały nie tylko pisma polskie, ale i dziennik „L’Univers” i katolicki „L’Ami de la religion”. Jeszcze w 1845 wydano o niej broszurę Martyre de Sœur Irena-Makryna Mieczyslaska et de ses compagnes, w której podano kolejne szczegóły jej biografii. Stwierdzano, że przełożoną klasztoru bazylianek w Mińsku była od 1807, a przed 1837 bezskutecznie starała się o zgodę na przejście na obrządek łaciński, przewidując likwidację Kościoła unickiego. W tekście dodano również dalsze szczegóły tortur, jakim poddano bazylianki, jak również niezgodnie z prawdą przedstawiono sytuację Kościoła katolickiego w Rosji (zapewniając m.in., że rzymskokatolicka diecezja warszawska została zamieniona na prawosławną).
W październiku 1845 Makryna Mieczysławska udała się razem z ks. Jełowickim do Rzymu. Podróżując przez Francję, spotykała się niezmiennie z ogromnym zainteresowaniem i szacunkiem. Na otwartych spotkaniach, organizowanych przez różne żeńskie klasztory, opowiadała o swoich losach. Również w Rzymie budziła szerokie zainteresowanie, zwłaszcza wśród miejscowej arystokracji. 5 listopada 1845 uzyskała – razem z ks. Jełowickim i przełożoną generalną zakonu sióstr Najświętszego Serca – audiencję u papieża Grzegorza XVI, któremu również opowiedziała o siedmioletnich cierpieniach bazylianek. Na życzenie papieża ks. Jełowicki spisał relację Makryny, która również w szczegółach różniła się od przedstawianych wcześniej w prasie. Zeznania kobiety zostały spisane równocześnie w językach polskim, włoskim i francuskim, a następnie przetłumaczone także na angielski. Po zakończeniu prac nad dokumentowaniem opowieści domniemanej bazylianki papież spotkał się z nią jeszcze raz 5 grudnia 1845. Osiem dni później papież spotkał się z cesarzem rosyjskim Mikołajem I, jednak wbrew oczekiwaniom polskiej emigracji w czasie ich rozmowy nie została poruszona sprawa Makryny Mieczysławskiej. Niepowodzeniem zakończyły się również późniejsze starania Ludwika Orpiszewskiego o szerokie upublicznienie przez Kościół jej spisanych zeznań. Streszczenie tych zeznań ukazało się natomiast, niezależnie od papieża, we francuskim piśmie Le Correspondant i zostało następnie przetłumaczone na kolejne języki, m.in. niemiecki. Kilku francuskich biskupów uwzględniło historię Makryny Mieczysławskiej w swoich listach pasterskich.

### Rosyjskiedementii polemiki z nimi
Po publikacji zeznań Makryny Mieczysławskiej opinia publiczna w krajach, które odwiedziła rzekoma zakonnica, oczekiwała na rosyjską odpowiedź w tej sprawie. Pierwsza sugestia, iż emigrantka była oszustką, pojawiła się w „Gazecie frankfurckiej” 15 grudnia 1845 r. Autor listu do redakcji, były oficer wojsk napoleońskich przebywający w Warszawie, zapewniał, że w Mińsku nigdy nie funkcjonował klasztor bazylianek. W styczniu list przedrukowało pismo „L’Époque”, a w maju – „Le Correspondant”. Odpowiedzią były artykuły Leonarda Chodźki i Hłuszkiewicza, którzy w imieniu polskiej emigracji zapewniali, że klasztor taki funkcjonował, a prawdziwość opowieści Makryny Mieczysławskiej nie budzi wątpliwości.
W tym samym czasie, tj. w styczniu 1846 roku, do ambasadora rosyjskiego we Francji Butieniewa dotarła oficjalna rosyjska nota w sprawie bazylianek. Jej treść odnosiła się przede wszystkim do artykułu z „Trzeciego Maja” jako pierwszej chronologicznie emigracyjnej publikacji o Makrynie Mieczysławskiej. Stwierdzano w niej, że w okolicach Kowna nigdy nie było klasztoru tego zakonu, a Józef (Siemaszko) nigdy nie był kapelanem bazylianek. Wskazywano, że duchowny ten nigdy nie miał jurysdykcji nad monasterami prawosławnymi w Połocku i Witebsku i nie mógłby do nich skierować zakonnic katolickich. Podkreślano, że mniszki unickie nigdy nie były kierowane do klasztorów prawosławnych, lecz pozostały w klasztorach katolickich lub udały się do swoich rodzin. Podnoszono, że żaden biskup prawosławny w Rosji nie ma pod swoją komendą oddziałów wojska, a Józef (Siemaszko) nigdy nie budował dla siebie pałacu. Zaprzeczono wreszcie, jakoby którakolwiek z bazylianek była torturowana, skazana na ciężkie roboty lub zesłana na Syberię. Wskazywano, że niezgodne z prawdą były podawane przez Mieczysławską dane statystyczne dotyczące żeńskich klasztorów unickich oraz dane osobowe mniszek, które razem z nią uciekły z Syberii. Rosyjską notę przedrukowało kilka pism francuskich w marcu 1846 roku.
Rosyjskie dementi zostało we Francji przyjęte z niedowierzaniem, na co miała wpływ również sama treść tekstu. Niektóre nieścisłości artykułu z „Trzeciego Maja”, jak położenie klasztoru bazylianek w regionie Kowna, zostały już wcześniej zdementowane przez polskie wydawnictwa. Inne argumenty zostały potraktowane jako naciągane i nieprzesądzające o fałszywości całej historii. Podnoszono np. że nawet jeśli Józef (Siemaszko) nie mógł sam wydawać rozkazów żołnierzom, mógł liczyć na współpracę wojska przy realizacji swojej polityki szerzenia prawosławia. Prasa francuska wydrukowała w kolejnych miesiącach jeszcze kilka artykułów, w których broniono prawdziwości zeznań Makryny Mieczysławskiej lub podawano nowe szczegóły prześladowań katolików przez carat.
23 kwietnia 1846 r. „Journal des Débats”, a po nim kolejne pisma francuskie, wydał kolejne oświadczenie rosyjskiej dyplomacji w sprawie bazylianek. Stwierdzono w nim, że nieprawdziwa jest zarówno pierwotna wersja opowieści Makryny Mieczysławskiej, według której była ona ksienią w klasztorze w pobliżu Kowna, jak i druga, sytuująca klasztor w Mińsku. Stwierdzano, że w Kownie nigdy nie było wspólnoty bazylianek, zaś w Mińsku klasztor taki zlikwidowano w 1834 roku, przenosząc go do Miadziołu. Wymieniono następnie wszystkie przełożone klasztorów tego zgromadzenia, wskazując także, że żaden z dziewięciu klasztorów nie został zlikwidowany w okolicznościach opisywanych przez Mieczysławską (która nigdy nie była przełożoną żadnej ze wspólnot). Przytoczono zeznania gubernatora mińskiego, który również zaprzeczał, jakoby brał udział w siłowym likwidowaniu klasztoru bazylianek. Również drugie dementi nie zostało przyjęte przez europejską opinię publiczną. Wymienione nazwiska matek przełożonych uznano za personalia bazylianek, które zgodziły się przyjąć prawosławie, a zatem nie mogły być wskazywane przez Mieczysławską jako towarzyszki jej męczeństwa. Francuska prasa ponownie opublikowała szereg artykułów dowodzących prawdziwości opowiadań zakonnicy, z nowymi szczegółami dotyczącymi jej życia, które prawdopodobnie podawała ona sama. Makrynę Mieczysławską przedstawiono jako polską arystokratkę, córkę Józefa Mieczysławskiego i Anny z Jagiełłów, spokrewnioną z rodziną Witgensteinów. Jako jej miejsce i datę urodzenia podawano zamek rodowy w Stokliszkach i rok 1784. Po raz pierwszy poinformowano również, jakoby brat mniszki, Kalikst (w zakonie Onufry), także był bazylianinem i poniósł śmierć podczas rosyjskich prześladowań unitów. Makryna Mieczysławska miała rozpocząć życie mnisze w klasztorze bazylianek w Białej pod opieką swojej ciotki Izabeli Jagiełło, a na ksienię w Mińsku zostać wybrana w 1823, a zatem znacznie później, niż podawano początkowo. Wszystkie informacje o pochodzeniu były zmyślone. Na Litwie nigdy nie było rodu szlacheckiego o tym nazwisku (ani też polskiej rodziny Jagiełłów), nie istniał również rodowy zamek w Stokliszkach, w którym miała się urodzić przyszła ksieni.
Zapewniano również, że klasztor bazylianek w Mińsku nie został zamknięty w 1834 roku, lecz istniał jeszcze w roku następnym, gdy został uszkodzony podczas pożaru, a jego przełożona prowadziła publiczną kwestę na jego odbudowę, czego naocznymi świadkami mieli być liczni emigranci. Wersja taka została powszechnie uznana za prawdopodobną, a rosyjskie wyjaśnienia odrzucono. Krytyczniejsi czytelnicy wątpili w niektóre drastyczne szczegóły zeznań rzekomej bazylianki, nie kwestionując jednak prawdziwości całej historii, uznając, że w Rosji możliwy byłby każdy akt antykatolickiej przemocy. Równocześnie jednak niektórzy polscy emigranci, w tym Adam Czartoryski, prywatnie zaczęli wątpić w rzetelność Mieczysławskiej.

### Pobyt w Rzymie

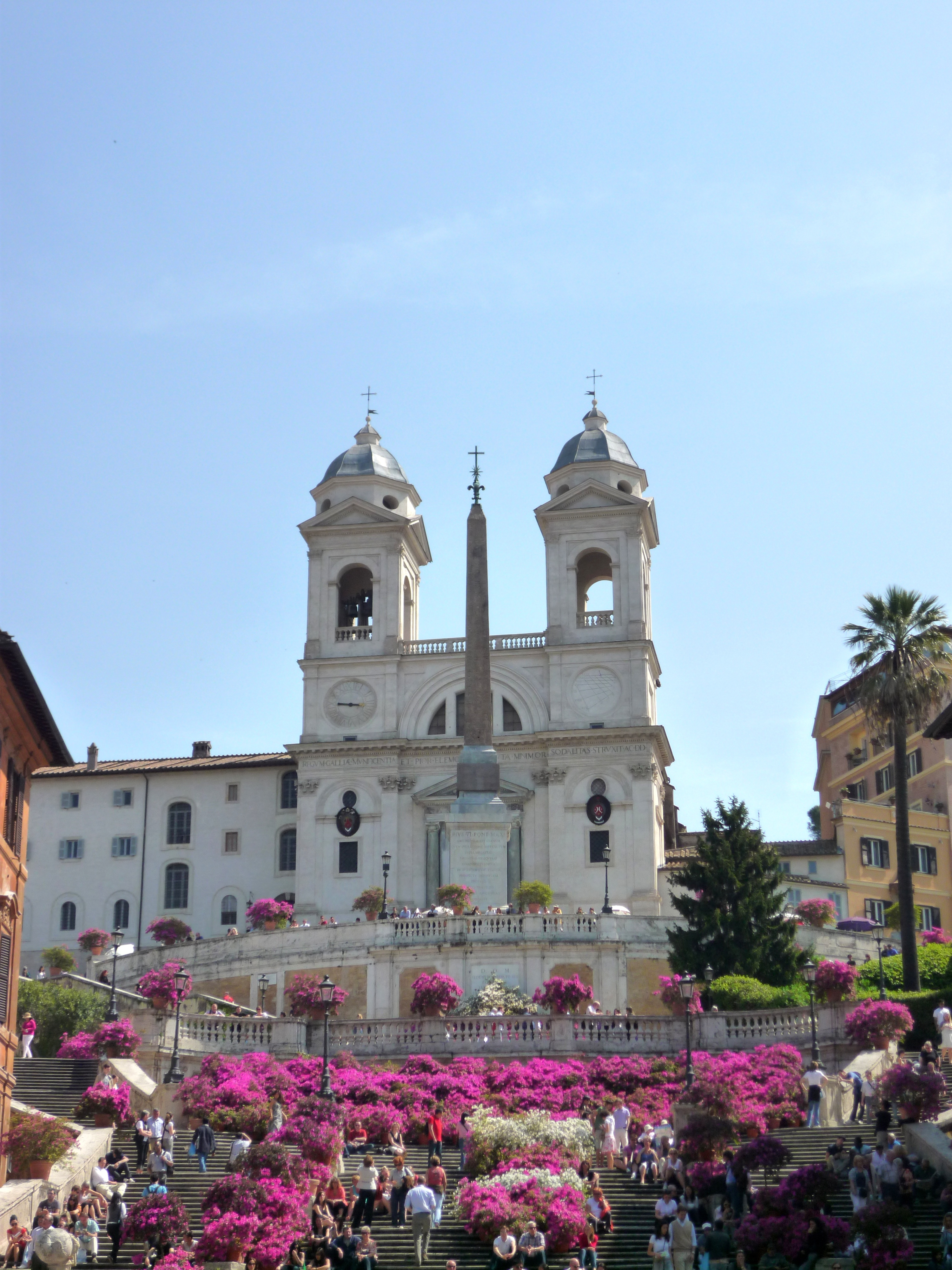
Klasztor Trinità dei Monti, w którym Makryna Mieczysławska mieszkała w Rzymie od 1847 do 1849

W czasie gdy we Francji toczyła się dyskusja na temat jej wiarygodności, Makryna Mieczysławska przebywała nadal w Rzymie, w klasztorze Trinità dei Monti, otoczona powszechną czcią i szacunkiem. Jesienią 1846 roku jej sława jeszcze wzrosła, przypisano jej bowiem uzdrowienie francuskiego misjonarza ks. Blanpina, który odzyskał stracony po chorobie głos po wspólnej modlitwie z nią. Zakonnice, u których mieszkała, zaświadczały również o jej szczerej pobożności. Wśród jej protektorów był kardynał Giuseppe Gasparo Mezzofanti i polska arystokratka Zofia Odescalchi z Branickich. 20 października 1846 r. Makrynę Mieczysławską osobiście odwiedził papież Pius IX.
W czasie pobytu domniemanej ksieni w Rzymie pojawiła się koncepcja, by utworzyć pod jej kierunkiem klasztor bazylianek. Liczono początkowo, że do przełożonej dołączą zakonnice, które miały razem z nią zbiec z Syberii, ostatecznie jednak uznano je za zaginione. Jako kandydatki do nowicjatu zgłaszały się natomiast liczne polskie emigrantki. Księżna Odescalchi zakupiła dla nich porzucony klasztor i kościół św. Euzebiusza w Rzymie. Fundusz dla wspólnoty miała zapewnić krewna ks. Jełowickiego, Wiktoria Sobańska, przekonana przez kapłana, by przekazać Makrynie Mieczysławskiej pieniądze na klasztor, jaki zamierzała ufundować w Rosji. Przedmiotem kontrowersji była reguła przyszłej wspólnoty i obrządek (unicki lub łaciński). Chociaż sama kobieta opowiadała się początkowo za regułą bazyliańską, polskie arystokratki miały przekonać ją do utworzenia klasztoru rzymskokatolickiego, tym bardziej że żadna ze zgłaszających się kandydatek nie była unitką. Ostatecznie wypracowano rozwiązanie kompromisowe: wprowadzono regułę bazyliańską, jednak nabożeństwa w klasztorze miały być odprawiane po łacinie.
Makryna Mieczysławska była do końca życia przełożoną nowego klasztoru. Nigdy też nie ustała jej popularność wśród polskich emigrantów, chociaż zdarzyło jej się zrazić rodaków o demokratycznych przekonaniach wyrażanymi publicznie poglądami, iż podległość chłopów względem szlachty jest rzeczą naturalną. Dostrzegano u niej również brak ogłady i dobrych manier, jak również wyższej kultury duchowej czy bezkrytyczne uznawanie snów i przywidzeń za objawienia boskie. Jeszcze poważniejszym problemem był nieudolny sposób kierowania przez nią klasztorem i brutalność wobec sióstr, wobec których regularnie stosowała kary cielesne. Rozczarowanie rzymskiego duchowieństwa co do Mieczysławskiej ok. 1850 roku było już całkowite, a według niektórych świadectw została ona odsunięta od zarządzania wspólnotą, pozostając przełożoną jedynie de iure.
Makryna Mieczysławska zmarła w roku 1869 w swoim klasztorze i tam też została pochowana. Jej grób w 1873 roku uległ zniszczeniu podczas przebudowy miasta, gdy zburzono również cały kompleks klasztorny. Szczątki rzekomej mniszki przeniesiono do grobowca pani de Beaupré, która u księżnej Odescalchi była damą do towarzystwa. Również ten nagrobek nie istniał już w I poł. XX wieku. Utworzone dla Mieczysławskiej zgromadzenie zakonne w pocz. XX wieku nadal działało, straciło jednak z czasem swój polski charakter.

## Makryna Mieczysławska w historiografii
XIX-wieczni autorzy piszący o prześladowaniach unitów w Imperium Rosyjskim (zarówno Polacy, jak i autorzy zachodnioeuropejscy) przytaczali przykład Makryny Mieczysławskiej i jej klasztoru. Tylko niektórzy (jak Edward Likowski) dostrzegali nieścisłości w jej historii, nadal jednak uznając ją za zgodną z prawdą. Postać mińskiej ksieni upowszechniały również w niepodległej Polsce liczne wydawnictwa popularne. Konsekwentnie natomiast o oszustwie dokonanym przez Mieczysławską pisali autorzy rosyjscy, jednak ich prace, także oparte na dokumentach, nie przekonywały autorów katolickich.

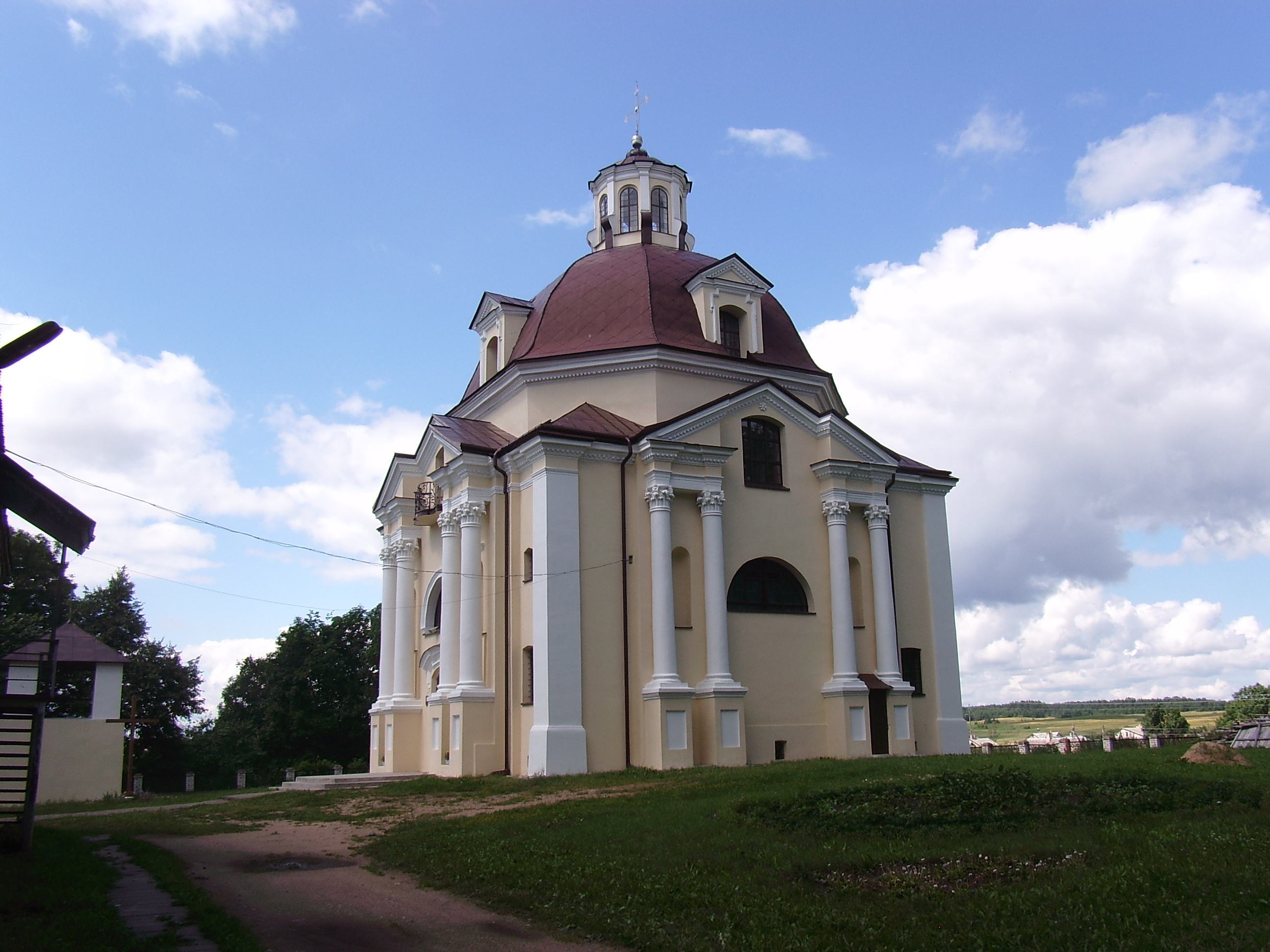
Dawny kościół karmelicki w Miadziole. Do istniejącego przy nim klasztoru władze rosyjskie przeniosły bazylianki z Mińska, bezskutecznie próbując skłonić je do konwersji na prawosławie. Irena Wińczowa wiedziała o pobycie mniszek w tym miejscu i o tym, że były źle traktowane przez swojego kapelana Michalewicza, który zmienił wyznanie. Fakty te zniekształciła i wyolbrzymiła, opowiadając o swoim rzekomym męczeństwie

Jako pierwszy z polskich autorów prawdę o Makrynie Mieczysławskiej ustalił i opublikował ks. Jan Urban w 1923. Wykazał on, że mniszka o takim imieniu nigdy nie istniała. Praca duchownego dowodzi, że zachowane dokumenty nie potwierdzają podawanych przez Mieczysławską informacji o liczbie bazylianek, zaś klasztor w Mińsku został faktycznie – jak podawali Rosjanie – skasowany w 1834, zaś jego ostatnią przełożoną była Prakseda Lewszecka, którą razem z ostatnimi siostrami skierowano do dawnego klasztoru karmelitów w Miadziole. O ile bazylianki faktycznie odmówiły konwersji na prawosławie po synodzie połockim, nie zmuszano ich do zmiany wyznania torturami. W 1844 klasztor miadziolski, wobec braku perspektyw na przekształcenie w ośrodek prawosławny, został zlikwidowany, a Praksedzie Lewszeckiej i pięciu innym zakonnicom pozwolono na zamieszkanie przy rodzinach. Jedyne przypadki znęcania się nad mińskimi unitkami przypadają na okres 1840–1843, gdy przebywały one w Miadziole pod nadzorem kapelana Michalewicza, sam Józef (Siemaszko) nie miał w tym żadnego bezpośredniego udziału. Makryna Mieczysławska nie była jednak jedną z wymienionych zakonnic, a opisywane przez nią tortury zastosowane wobec mniszek nie miały miejsca.
Rzekoma bazylianka wiedziała o likwidacji unii na Litwie i o oporze bazylianek wobec przymusowej konwersji. Prawdopodobnie słyszała o ich złym traktowaniu, gdy znajdowały się w Miadziole, toteż wykorzystała i wyolbrzymiła te informacje. Zmyśliła zarówno nazwiska zakonnic, jak i osób, które miały je nadzorować i torturować. Wymieniła w swojej opowieści nieistniejące klasztory bazylianek (podała miejscowości, gdzie istniały znane bazyliańskie klasztory męskie), nie wymieniając tych, które istniały naprawdę i które powinna znać jako przełożona klasztoru w Mińsku.

## Makryna Mieczysławska w literaturze
Makryna Mieczysławska była również bohaterką utworów literackich, gloryfikujących jej postać. Poemat Makryna Mieczysławska poświęcił jej Juliusz Słowacki. Rzekoma mniszka jest również bohaterką dramatu Stanisława Wyspiańskiego Legion, Mariana Pankowskiego Nasz Julo czerwony i powieści Jacka Dehnela Matka Makryna.